# Habiriga
Habiriga (kinesiska: 哈毕日嘎, 哈毕日嘎乡) är en socken i Kina. Den ligger i den autonoma regionen Inre Mongoliet, i den norra delen av landet, omkring 370 kilometer nordost om regionhuvudstaden Hohhot.
Genomsnittlig årsnederbörd är 532 millimeter. Den regnigaste månaden är juli, med i genomsnitt 149 mm nederbörd, och den torraste är december, med 4 mm nederbörd.